# Hell's Angels
 Hell's Angels és una pel·lícula èpica bèl·lica independent pre-Codi estatunidenca dirigida i produïda per Howard Hughes el 1930, amb el diàleg dirigit per James Whale. Escrita per Harry Behn i Howard Estabrook i protagonitzat per Ben Lyon, James Hall i Jean Harlow, es va llançar a través de United Artists. La pel·lícula es va rodar originalment com una pel·lícula muda, però Hughes la va adaptar durant una gestació de tres anys (1927-1930). La major part de les imatges són en blanc i negre, però hi ha diverses escenes d’un sol color escollides per a un efecte dramàtic, com ara un duel d’armes nocturns, així com una escena a tot color per a les flames que consumeixen un Zeppelin alemany imperial i una seqüència completa a tot color, que és l’únic material en color de la carrera de Harlow.
Un "interrupció de 10 minuts" trenca la pel·lícula al cap de poc més d'una hora. A la pel·lícula, l'enemic alemany de la Primera Guerra Mundial es representava a la vegada immoral i insensat. Diversos pilots especialistes van morir en accidents. Hi va haver una demanda contra una pel·lícula de la competència (The Dawn Patrol), la data d'estrena es va ajornar repetidament, el pressupost es va excedir i, inevitablement, la pel·lícula no va poder recuperar el seu desorbitat cost, malgrat que Hell's Angels va ser una de les pel·lícules amb més recaptació de la primera època del so i avui és considerada justament com un referent del so primerenc, de l'ús primerenc del color i del gènere èpic d'acció.

## Argument
Dos germans que estudien a Oxford decideixen allistar-se a la Royal Air Force quan esclata la Primera Guerra Mundial. Roy i Monte Rutledge tenen personalitats molt diferents. Monte és un faldiller, fins i tot amb Helen, la xicota del seu germà. També demostra que és una mica covard quan arriba a les seves obligacions de patrullar de nit. Roy és de fibra moral forta i intenta mantenir el seu germà en la línia. Els dos s'ofereixen per a una missió extremadament arriscada. Monte vol perdre la seva reputació de covard i Roy procura protegir el seu germà.

## Repartiment
- Ben Lyon: Monte Rutledge
- James Hall: Roy Rutledge
- Jean Harlow: Helen
- John Darrow: Karl Armstedt
- Lucien Prival: Baró Von Kranz
- Frank Clarke: Tinent von Bruen
- Roy Wilson: Baldy Maloney
- Douglas Gilmore: capità Redfield
- Jane Winton: Baronessa Von Kranz
- Evelyn Hall: Lady Randolph
- William B. Davidson: Staff Major

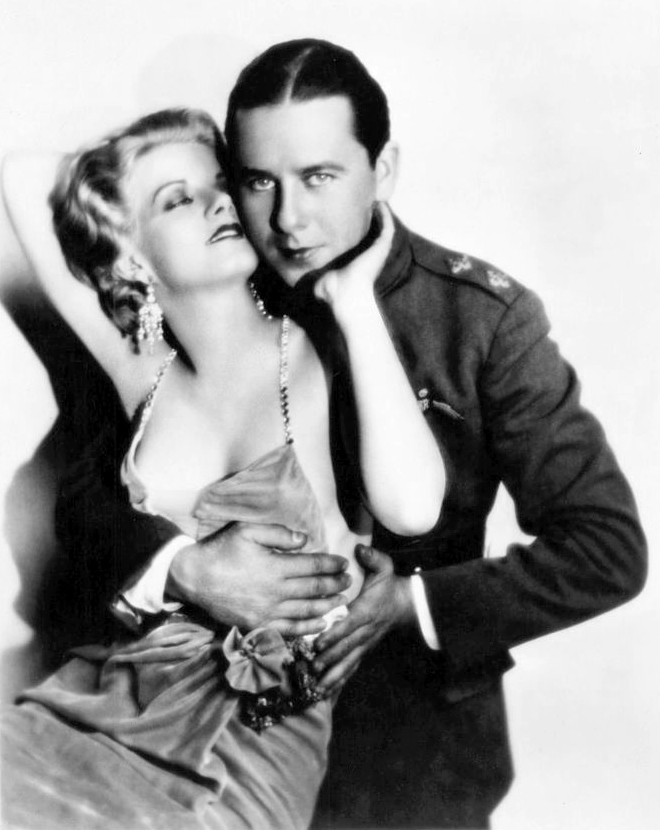
Jean Harlow i Ben Lyon a Hell's Angels.

- Wyndham Standing: Comandant de l'esquadró RFC
- Lena Melana: Gretchen, cambrera
- Marian Marsh: Noia que ven petons
- Carl von Haartman: Comandant de Zeppelin

## Producció

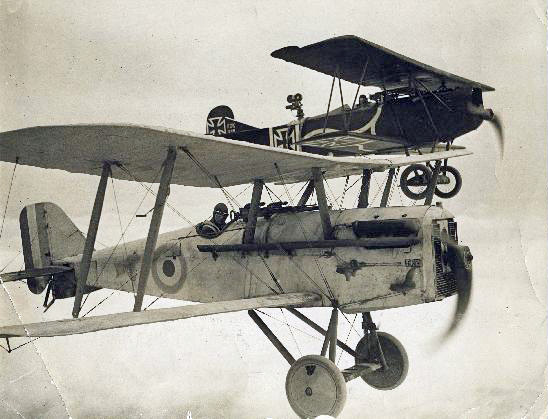
Clarke i Roy Wilson volant un SE5A (davant) i un Fokker D.VII (enrere) a la pel·lícula Hell's Angels.

Hell's Angels havia estat concebuda originalment com una pel·lícula muda, amb James Hall i Ben Lyon com a Roy i Monte Rutledge, i l'estrella noruega del cinema mut Greta Nissen com Helen, la protagonista femenina, havia de ser dirigida per Marshall Neilan. La fotografia principal va començar el 31 d’octubre de 1927 amb interiors rodats al Metropolitan Studio de Hollywood. Tot i això, poques setmanes després de la producció, les dominants tècniques de producció de Hughes van obligar Neilan a abandonar. Hughes va contractar per primera vegada Luther Reed, en préstec de Paramount, però encara estava en conflicte per la direcció de papers abans de contractar un director més flexible, Edmund Goulding, però va assumir les regnes de la direcció quan va arribar a les frenètiques escenes de batalla aèria.
Després d'un any i mig de producció, el cinema sonor va arribar amb l'estrena de The Jazz Singer. Hughes va incorporar la nova tecnologia a la pel·lícula mig acabada, però Greta Nissen es va convertir en la primera víctima de l’època sonora, a causa del seu pronunciat accent noruec. Li va pagar el seu treball i la seva cooperació i la va substituir, perquè el seu accent faria que el seu paper com a aristòcrata britànica fos ridícul. El paper aviat es va omplir amb una estrella emergent adolescent trobada per Hall en una revista i contractada pel mateix Hughes, Jean Harlow.
Quan Hughes va prendre la decisió de convertir Hell's Angels en una pel·lícula parlada, va contractar un desconegut James Whale, que acabava d'arribar a Hollywood després d'un èxit dirigint l'obra Journey's End  a Londres i a Broadway, per dirigir les seqüències parlades; va ser l'estrena cinematogràfica de Whale i, sens dubte, el va preparar per a l'èxit posterior que tindria amb la versió en pel·lícula Journey's End, Waterloo Bridge, i, la més famosa, la versió de 1931 de Frankenstein. Descontent amb el guió, Whale va portar Joseph Moncure March per tornar-lo a escriure. Més tard, Hughes va donar a March la pistola Luger utilitzada a la famosa escena d’execució a prop del final de la pel·lícula.
Una escena parlada, filmada en Multicolor però impresa per Technicolor, proporciona l'únic material cinematogràfic en color de Jean Harlow. (El multicolor no estava preparat per imprimir el nombre d’insercions necessàries per a l’ampli llançament que volia Hughes.) L’actriu inexperta, que tenia només 18 anys quan va ser escollida, va requerir molta atenció de Whale, que va tancar la producció per tres dies mentre treballava amb Harlow a través de les seves escenes.
Durant la fotografia principal, Hughes, juntament amb el pilot Harry Parry, van dissenyar moltes de les acrobàcies aèries per a les escenes de lluita. El cineasta aeri pioner Elmer Dyer va filmar moltes de les escenes aèries amb Paul Mantz volant com a principal pilot de trucs, dirigint l'equip de pilots reals de la Primera Guerra Mundial contractats per Hughes. Hughes, ell mateix un experimentat aviador, va dirigir personalment les escenes aèries des de dalt, utilitzant un radiocontrol per coordinar les maniobres de vol.
Mantz va considerar massa perillosa l'escena final, en què un avió havia de fer una retirada pronunciada després d’una missió de bombardeig, i va informar que els seus pilots no podrien fer la maniobra amb seguretat. Hughes pilotà l'avió ell mateix, però, com Mantz havia predit, no va aconseguir sortir, es va estavellar i va resultar ferit greu amb una fractura del crani. Va passar el següent pocs dies recuperant-se a l'hospital, on va ser operat de la cara. Durant la producció de la pel·lícula van morir altres tres aviadors i un mecànic. El pilot Al Johnson es va estavellar després de colpejar cables mentre aterrava a Caddo Field, prop de Van Nuys, Califòrnia, on es va realitzar la major part del rodatge de la ubicació. El pilot C. K. Phillips es va estavellar mentre lliurava un caça S.E.5 al lloc de tir d'Oakland. Rupert Syme Macalister, un pilot australià, també va morir i el mecànic Phil Jones va morir durant la producció després de no haver sortit abans d'estavellar-se un bombarder alemany Gotha, pilotat per Al Wilson, que havia estat doblat pel Sikorsky S-29-A d'Igor Sikorsky, el seu primer biplà construït després de la seva arribada als Estats Units. En total, es van utilitzar 137 pilots per filmar l'última gran escena voladora.
A causa del retard mentre Hughes rodava les escenes voladores, Whale va aconseguir rodar completament la seva adaptació cinematogràfica de Journey's End i llançar-la un mes abans que s'estrenés Hell's Angels; el decalatge entre la finalització de les escenes de diàleg i la finalització de les acrobàcies de combat aeri va permetre pagar a Whale, tornar cap a Anglaterra i començar a treballar en el projecte posterior, fent Hell's Angels, el debut al cinema (encara que no acreditat) de Whale, però la seva segona pel·lícula en estrenar-se.
Amb la majoria de la pel·lícula rodada i en muntatge, Hughes va realitzar una pel·lícula similar, The Dawn Patrol de The Darryl F. Zanuck, que es convertiria en competidor a la taquilla. Després d'intentar llogar tots els avions disponibles per aturar el seu competidor, Hughes va presentar una demanda a través de la Caddo Company i la Gainsborough Corporation, que al·legaven que el guió de Hell's Àngels s'havia plagiat. La demanda va provocar que "La patrulla de l'alba" s'afanyés a la postproducció per poder estar als cinemes abans que Hell's Angels. A finals de 1930, Warner Bros. i Zanuck van guanyar la demanda. La llegenda de Hollywood diu que els dos magnats van resoldre les seves diferències en una partida de golf.
Es va informar àmpliament sobre la pel·lícula com una de les pel·lícules més cares mai realitzades per fonts contemporànies, amb un pressupost de 4 milions de dòlars. No obstant això, aquest és un mite creat per Hughes per donar a conèixer la pel·lícula, i els comptes de "Hell's Angels" revelen que de fet només va costar 2,8 milions de dòlars, considerablement menys de el cost de 4 milions de dòlars de Ben-Hur: A Tale of the Christ, estrenada el 1925.